# Hy-V
Hy-Vはスクラムジェットを搭載した極超音速機の飛行実験である。

## 概要
この計画の目標は観測ロケットに搭載してマッハ5で飛行実験する事である。計画は2009年に打ち上げる予定でデュアルモードスクラムジェットの最初の遷移飛行になる予定で更に初めてスクラムジェット実験機を計画的に回収する予定だった。デュアルモードのスクラムジェットは亜音速または超音速のどちらかまたは両方のモードで燃焼して実験機はモードが遷移する事でマッハ5まで到達する。
学生は学部生と大学院生で構成されバージニア大学、バージニア工科大学、オールドドミニオン大学、ハンプトン大学、ウィリアム・アンド・メアリー大学のメンバーが含まれるバージニア宇宙機構のメンバーも参加する。計画は航空宇宙産業、NASA、国防総省が率いる。

### ペイロードの設計
現在のペイロードの設計は2台の分離したスクラムジェットのダクトを持つ2台の実験機で実施できる。一つはバージニア大学の超音速風洞の大きさに合わせられ、他方はバージニア工科大学の超音速風洞の大きさに合わせられている。
飛行中のデーターはデュアルモードスクラムジェットの燃焼の理解を高め、複数の遷移モードの数値予測に利用される。同様にデーターを比較して風洞の影響を弱め、更なる理解をもたらす。

### バージニア大学の風洞
バージニア大学の超音速風洞は1980年代末に航空研究所(ARL)内に建設された。以前はガス遠心力研究に用いられていた建物だったが1989年に国家宇宙委員会によってARLは純粋な研究機関として承認された。その後まもなく、マッハ25で飛行するX-30として知られるナショナルスペースプレーン計画を支援する為に風洞が建設された。
風洞は超音速燃焼能力だけでなく類稀な設計でも知られる。空気を燃焼行程を通じて加熱するよりも電気的に加熱する事によって風洞内での燃焼が不要になる。更に風洞は時間制限のないスクラムジェットの試験をする為に時間制限のない運用能力を有する。
実験機は風洞内のARLのDMSJ燃焼器の状態を再現するように設計される。空気と水素の流量を以下に示す:

空気流量
- 総合圧力 = 330 kPa
- 温度 = 1200 K
- 静圧= 40 kPa
- マッハ数 = 2

水素流量
- 総合圧力 = 1 MPa
- 温度 = 300 K
- 静圧 = 200 kPa
- マッハ数 = 1.7

DMSJ燃焼器内の状態を再現する為にスクラムジェット実験機の寸法は実物大のDMSJ燃焼器のコピーになる予定である。